# Гоніозома
Гоніозома (Gonyosoma) — рід змій з родини полозових (Colubridae). Має 7 видів.

## Опис
Загальна довжина представників цього роду коливається від 1,5 до 2,4 м. Голова витягнута, трохи пласка. тулуб стрункий, сплощений. Є 2—3 верхньогубних щитка, які торкаються очей. Легені не розвинені. Забарвлення здебільшого яскравих кольорів — зеленого, оливкового.

## Спосіб життя
Полюбляє лісові, гірські місцини. Більшу частину життя проводять на деревах. Досить швидкі й моторні змії. Активні вдень. Харчуються ящірками, птахами, гризунами.
Це яйцекладні змії. Самки відкладають до 12 яєць.

## Розповсюдження
Мешкають у південно-східній Азії.

## Види
- Gonyosoma boulengeri (Mocquard, 1897)
- Gonyosoma coeruleum Liu, Hou, Lwin, Wang & Rao, 2021
- Gonyosoma frenatum (Gray, 1853)
- Gonyosoma hainanense Peng, Zhang, Huang, Burbrink, & Wang, 2021
- Gonyosoma jansenii (Bleeker, 1859)
- Gonyosoma margaritatum Peters, 1871
- Gonyosoma oxycephalum (Boie, 1827)
- Gonyosoma prasinum (Blyth, 1854)